# 葡糖苷酸睾酮
葡糖苷酸睾酮（英語：Testosterone glucuronide）是一种内源性的甾体天然代谢产物，在睾酮的尿液代谢产物中占多数，另有少部分硫酸睾酮。